# Pokłon pasterzy (obraz El Greca z Colegio)
Pokłon pasterzy – obraz olejny hiszpańskiego malarza pochodzenia greckiego Dominikosa Theotokopulosa, znanego jako El Greco.

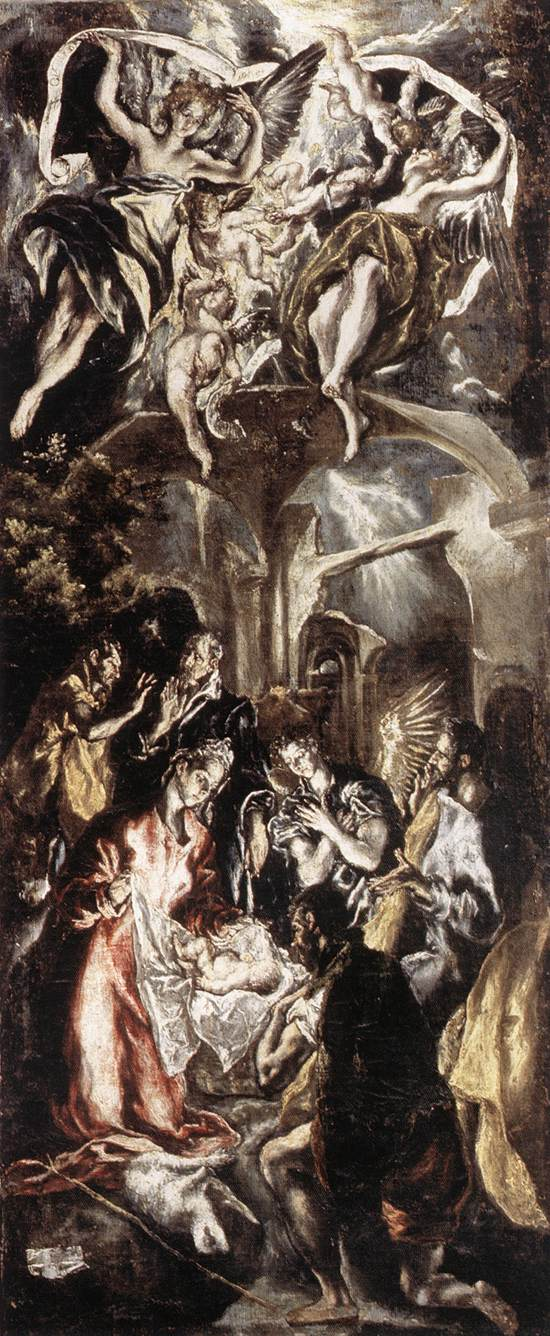
Pokłon pasterzy z Galleria Nazionale d’Arte Antica

Obraz był jednym z siedmiu obrazów stworzonych w latach 1596–1600 dla poliptyku ołtarzowego kościoła seminaryjnego madryckiego Colegio de doña María de Aragón. Ołtarz został rozebrany podczas francuskiej okupacji Hiszpanii. Pięć obrazów trafiło ostatecznie do madryckiego muzeum Prado, a jeden do Narodowego Muzeum Sztuki w Bukareszcie. Siódmy obraz uznano za zaginiony. El Greco otrzymał zlecenie od wykonawców testamentu patronki kolegium, damy dworu Doñi Marii de Córdoba y Aragón, która zmarła w 1593 roku. Było to największe zlecenie, jakie otrzymał artysta – za jego zrealizowanie otrzymał 6000 dukatów. Pokłon pasterzy eksponowane jest obecnie w bukaresztańskim Muzeum Sztuki

## Opis obrazu
Jedyny obraz który nie znajduje się w kolekcji Muzeum Prado został namalowany prawdopodobnie nieco wcześniej niż Zwiastowanie czy Chrzest Jezusa. Podstawowa różnicą pomiędzy pracami jest w Pokłonie istnienie tła w postaci dekoracji architektonicznej: łuk ruiny, zniszczona brama, jakaś wnęka, zarys drzwi czy wystające belki. El Greco maluje również i takie szczegóły jak głowę osła, kij pasterski na pierwszym planie czy jagnię.

Obraz utrzymany jest w ciemnej tonacji. Jedynym źródłem światła jest Dziecię spoczywające w koszu z łoziny, którego sylwetka jest ledwo zaznaczona na skąpanym w świetle płótnie. Światło oświetla nachylone postacie w tym twarz Marii – tej samej co w Zwiastowaniu choć wydaje się nieco starszej i z ciężkim spojrzeniem i postać Anioła wykonującego ten sam gest skrzyżowanych rąk jak w Zwiastowaniu. Po prawej stronie, w niebieskiej szacie, widoczny jest Józef. Na jego pierś pada światło Dzieciątka, a on sam niczym odrzucony cofa się i wykonuje gest człowieka Wschodu, gest zaskoczenia. Na pierwszym planie, w zielonej szacie, klęczy pasterz. Jego potężna postać jest kluczem do zrozumienia przedstawionych wydarzeń: oto prosty człowiek kłania się i bez cienia zwątpienia przyjmuje cud narodzin przyszłego Zbawiciela. Kontrastem dla niego są dwie postacie u góry, pasterz i starzec z białą brodą, którzy wymownie gestykulując komentują wydarzenie.
Kompozycja obrazu została ściśnięta i wpisana w promienistą elipsę. Blask światła dochodzi do górnej niebiańskiej części, gdzie oświetla taniec aniołów i putt.

## Inne wersje
- Pokłon pasterzy (1596–1600), 11 × 47 cm, Galleria Nazionale d’Arte Antica